# Alberto I di Brandeburgo
Alberto I di Brandeburgo, noto anche come Alberto l'Orso oppure Alberto di Ballenstedt (1100 – 18 novembre 1170), fu colui che dette un'enorme spinta alla colonizzazione dei paesi dell'est e dell'area baltica.
Alberto era figlio unico del conte Ottone di Ballenstedt e di Eilika Billung di Sassonia. Appartenente alla dinastia degli Ascani, fu il fondatore della marca del Brandeburgo nonché primo margravio del Brandeburgo e con lui la Marca del Nord entrò a far parte del Sacro Romano Impero con il nome di marca del Brandeburgo.
Il luogo della sua nascita è sconosciuto ed altrettanto è per l'origine del soprannome "l'Orso".

## Biografia

### La Marca del Nord
Erede della dinastia degli Anhalt, conte di Ballenstedt, dopo la morte del padre (1123) dominò sui possedimenti di famiglia degli Ascani che, nella regione della Harz, si estendevano fino al fiume Mulde.
Tra il 1123 e il 1131, nei primi anni cioè della sua vita politica attiva fu, nonostante la contrarietà dell'Imperatore, margravio di Lusazia, il disconoscimento di questo titolo lo ricollocò in un relativo anonimato dal quale uscì partecipando alla Italienzug di Lotario II. Come compenso per la sua partecipazione l'imperatore gli assegnò come feudo una marca nel nordest dell'impero il cui precedente margravio aveva perduto la vita nel corso della stessa spedizione e quindi nel 1134 Alberto venne nominato margravio della marca del Nord. Nel 1126 partecipò alla seconda battaglia di Chlumec, venendo brevemente catturato da Sobeslao I di Boemia.

### Situazione politica nell'area

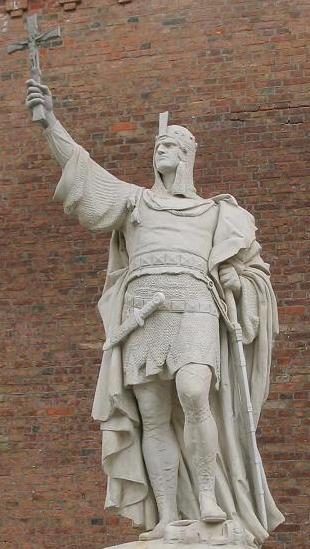
Monumento nella Cittadella di Spandau

Nel corso del VII e VIII secolo popolazioni slave si insediarono nei territori dei fiumi Havel e Sprea abbandonati dalla popolazione sueba che si era trasferita nell'area dell'alto Reno.
- A est della linea costituita dai fiumi Havel e Nuthe si insediò la tribù slava degli Sprevani che costruirono il loro centro principale a Köpenick.
- Nella parte orientale dell'area vivevano invece gli Evelli detti anche Stodorani e il cui centro principale era a Brandeburgo (Brenna) e che disponevano di altre fortificazioni fra le quali una nell'area dell'attuale Cittadella di Spandau a Berlino.

Le due popolazioni dovevano difendersi dai potenti stati feudali dell'ovest, dalle popolazioni slave circostanti ma spesso anche dalle lotte derivanti da dispute territoriali fra di loro.

### La colonizzazione dell'est
Dopo le efficaci campagne dell'808 contro i sassoni, Carlo Magno ringraziò le popolazioni alleate degli Obodriti e dei Venedi assegnando loro la parte del territorio tolto ai sassoni compresa fra Elba e Mar Baltico. Seguì un periodo relativamente pacifico fino al 928 quando i vescovati di Brandenburgo e di Havelberg, costituiti all'inizio del secolo, furono distrutti dalle popolazioni slave. Nello stesso anno il sovrano francone Enrico I di Sassonia riconquistò Brandeburgo e nel 936 Ottone I istituì le marche nei territori di frontiera.

Nel corso delle rivolte slave del 983 molte tribù si allearono, riuscirono a scacciare i tedeschi e per circa 150 anni l'istituzione di marche e vescovati subì una battuta d'arresto.
Nel 1127 andò il potere il principe degli Evelli Pribislao, che si convertì al cristianesimo assumendo il nome di Enrico, il territorio venne inglobato nel regno e la rocca di Brandenburg (Brennabor) divenne sede vescovile spostando quindi la frontiera del regno in corrispondenza della linea che separava le due popolazioni degli Evelli e degli Sprevani. Dal lato sprevano era al potere il principe Jaxa von Köpenick (Jaxa de Copnic), la religione praticata dagli sprevani era quella legata al pantheon slavo.

### La Marca di Brandeburgo

#### La conquista della Marca di Brandeburgo
Fin dall'inizio Alberto condusse, dimostrando una notevole abilità diplomatica, una decisa politica espansionistica volta a rafforzare il potere degli Ascani. Già nel 1123-1125 allacciò dei contatti con il principe Pribislaw che divenne padrino del primogenito di Alberto. L'imperatore Lotario, dopo l'assegnazione della Marca del Nord ad Alberto elevò il principe Pribislaw allo status di re, presumibilmente per arginare le mire di espansione di Alberto ma questi riuscì a farsi nominare da Pribislaw, privo di eredi, suo successore e quindi nel 1150 prese possesso della rocca di Brandeburg facendone la sua residenza e ristrutturò la fortezza di Spandau. A causa di questi eventi molti storici considerano anno di fondazione della Marca di Brandeburgo il 1150 e non il 1157.
La popolazione degli Heveller contrariamente al suo principe non vide di buon occhio il passaggio di potere ad Alberto e quindi il principe sprevano, Jaxa von Köpenick, probabilmente imparentato con Pribislaw e che alla morte di questi aveva avanzato pretese di successione, si impossessò con un abile mix di tradimenti, corruzione e violenza della fortezza di Brandeburgo e del potere sul territorio. In mancanza di fonti documentali certe la storiografia antica determinò come data della presa di potere il 1153, ricerche più recenti spostano la data alla primavera del 1157 ritenendo improbabile che Alberto, con la sua posizione politica non ben consolidata all'interno dell'impero, potesse tollerare senza reazione un'occupazione di questo genere per quattro anni.

#### Riconquista e stabilizzazione
L'11 giugno del 1157 Alberto espugnò, riconquistandola con una lotta sanguinosa, la fortezza di Brandeburgo, dalla quale scacciò Jaxa e il 3 ottobre 1157 fu citato per la prima volta in un documento, come Margravio di Brandeburgo (Adelbertus Dei gratia marchio in Brandenborch). Anno effettivo della costituzione della marca di Brandeburgo è quindi considerato il 1157, data definita per i festeggiamenti dell'850º anniversario della fondazione, previsti per l'11 giugno 2007.
L'estensione territoriale di questo primo nucleo della marca non corrisponde a quello dell'attuale omonimo stato federato tedesco, solo nei 150 anni successivi gli Ascani riuscirono ad espandere la marca nei territori ad est della linea Havel-Nuthe fino alle rive dell'Oder.
È probabile che Alberto abbia incentivato l'insediamento nella nuova marca attirandovi coloni dall'Altmark, dalla regione della Harz, dalle Fiandre e dall'area renana. Determinanti furono i coloni dai Paesi Bassi che contribuirono a realizzare il sistema di dighe dell'Elba e della Havel. La politica di insediamento e stabilizzazione della regione fu in seguito proseguita con successo dal figlio e successore Ottone I.

### La lotta per la Sassonia

#### Duca di Sassonia
Dopo la morte di Lotario II nel 1137 l'imperatrice Richenza indisse le elezioni per la Pentecoste del 1138 presso il convento di Quedlinburg. Richenza stessa appoggiava il genero, Enrico il Superbo. Alberto, interessato alla Sassonia e con linea ereditaria debole ma favorevole impedì l'elezione distruggendo le provviste del convento e saccheggiando la città. Quest'azione fu preceduta da incontri con i Staufer, Alberto favorì in questo modo l'elezione a re di Corrado di Hohenstaufen (Coblenza, 7 marzo 1138) che ancora nello stesso anno gli affidò la Sassonia nominandolo duca di Sassonia.
Un gruppo di nobili sassoni ed alcuni margravi del seguito di Enrico il Superbo si allearono e intrapresero una campagna armata contro Alberto. Inizialmente questi, con l'appoggio degli Staufer riuscì a sconfiggerli ma già alla fine del 1138 i suoi oppositori riuscirono, tra l'altro, a distruggere fra le fiamme la fortezza di Bernburg, nei territori degli Ascani, nella quale risiedeva la madre di Alberto. In seguito ad alcune sconfitte, al passaggio di schieramento da parte di alcuni suoi alleati ma soprattutto al minore appoggio da parte degli Staufer Alberto fu sconfitto nel 1139 anche se formalmente mantenne il titolo di duca di Sassonia fino al 1142 quando, nella Dieta di Francoforte il ducato fu assegnato Enrico il Leone, figlio di Enrico il Superbo. Alla morte del re divenne sovrano Federico Barbarossa che rinnovò e rafforzò l'appoggio a Enrico.

#### La coalizione contro Enrico
La lotta contro Enrico il Leone proseguì fino alla morte di Alberto. Nel 1150 iniziarono schermaglie e saccheggi locali reciproci. Alla dieta di Goslar il potere di Enrico venne rafforzato, Federico Barbarossa gli assegnò infatti anche la Baviera.
Nel 1163, in seguito alla politica repressiva condotta da Enrico, si formò una colazione guidata inizialmente da Alberto stesso e composta persino da alcuni nobili Sassoni.
Nell'inverno del 1166 iniziò una guerra aperta con l'assedio della fortezza guelfa di Haldensleben, nei pressi di Marburgo. Nonostante l'utilizzo di macchine da guerra la fortezza non fu espugnata e dopo un breve periodo di tregua nel corso della primavera del 1167 si unirono alla coalizione altri nobili ed ecclesiastici e nell'estate dello stesso anno le ostilità ripresero. Furono conquistate Goslar, Althaldensleben e la fortezza di Burg Niendorf e distrutte altre fortezze e città sassoni.
Alla riunione dei principi del giugno 1168 il Barbarossa costrinse i contendenti ad una tregua prima temporanea a dal 24 giugno 1170 definitiva. La posizione di Enrico, nonostante la numerosità dei suoi oppositori, ne uscì rafforzata.
Dieci anni dopo, nel 1180 Bernardo, figlio di Alberto riuscì ad ottenere il titolo di Duca di Sassonia.

### La fine
Raggiunse la ragguardevole e inconsueta (per l'epoca) età di settant'anni. Come luogo di morte viene spesso indicata la cittadina di Stendal ma non ne esiste prova. La sua tomba si trova invece con ragionevole certezza presso il convento della famiglia a Ballenstedt am Harz. La partecipazione alla dieta del 24 giugno 1170 dell'ormai settantenne Alberto è documentata così come la partecipazione all'inaugurazione del duomo di Havelberg il 16 agosto 1170, tre mesi prima della sua morte avvenuta il 18 novembre 1170.

## Titoli
Alberto I di Brandeburgo aveva i seguenti titoli:
- Conte di Ballenstedt (1123 – 1170)
- Principe e Margravio di Lausitz (1123 – 1131)
- Duca di Sassonia (1138 – 1142)
- Conte di Weimar-Orlamünde (1134 – 1170)
- Margravio della Marca orientale sassone (1123– 1128)
- Margravio del Brandeburgo (1157 – 1170)
- Margravio della marca del Nord (1134 – 1157)

## Matrimonio e discendenza
Nel 1125/1126 Alberto sposò Sofia, figlia di Ermanno I di Winzenburg, che morì dieci anni prima di lui. Dal matrimonio nacquero:
- Ottone I di Brandeburgo (1128-1184), suo successore nel 1170 come margravio di Brandeburgo;
- Conte Ermanno I di Orlamünde († 1176);
- L'arcivescovo Sigfrido di Brema e Brandeburgo;
- Enrico († 1185), canonico a Magdeburgo;
- Conte Alberto di Ballenstedt († dopo il 6 dicembre 1172);

- Conte Dietrich di Werben († dopo il 5 settembre 1183);

- Bernardo di Sassonia (1140-1212);

- Edvige († 1203), sposata nel 1147 con Ottone il Ricco, margravio di Meißen;

- Una figlia, sposatosi nel 1152 circa con Vladislao, figlio del duca di Boemia Sobeslao I di Boemia;
- Adelaide (†1162), suora a Lamspringe;
- Gertrude, sposatosi nel 1155 con il duca Diepold di Moravia;
- Sibilla († circa nel 1170), badessa a Quedlinburg;
- Eilika.

## Ascendenza
|                              |                     |                         | Genitori                |  |  | Nonni |  |  | Bisnonni             |  |  | Trisnonni |  |
|                              |                     |                         |                         |  |  |       |  |  | Esico di Ballenstedt |  |  | …         |  |
|                              |                     |                         |                         |  |  |       |  |  | Esico di Ballenstedt |  |  | …         |  |
|                              |                     | …                       |                         |  |  |       |  |  | Esico di Ballenstedt |  |  |           |  |
| Adalberto II di Ballenstedt  |                     |                         |                         |  |  |       |  |  | Esico di Ballenstedt |  |  |           |  |
|                              |                     | Matilde di Svevia       | Ermanno II di Svevia    |  |  |       |  |  |                      |  |  |           |  |
|                              |                     | Matilde di Svevia       | Ermanno II di Svevia    |  |  |       |  |  |                      |  |  |           |  |
|                              |                     | Matilde di Svevia       | Gerberga di Borgogna    |  |  |       |  |  |                      |  |  |           |  |
| Ottone di Ballenstedt        |                     | Matilde di Svevia       |                         |  |  |       |  |  |                      |  |  |           |  |
|                              |                     | Ottone I di Meißen      | Guglielmo III di Weimar |  |  |       |  |  |                      |  |  |           |  |
|                              |                     | Ottone I di Meißen      | Guglielmo III di Weimar |  |  |       |  |  |                      |  |  |           |  |
|                              |                     | Ottone I di Meißen      | Oda di Sassonia         |  |  |       |  |  |                      |  |  |           |  |
| Adelaide di Weimar-Orlamünde |                     | Ottone I di Meißen      |                         |  |  |       |  |  |                      |  |  |           |  |
|                              |                     | Adela di Brabante       | Lamberto II di Lovanio  |  |  |       |  |  |                      |  |  |           |  |
|                              |                     | Adela di Brabante       | Lamberto II di Lovanio  |  |  |       |  |  |                      |  |  |           |  |
|                              |                     | Adela di Brabante       | Oda di Verdun           |  |  |       |  |  |                      |  |  |           |  |
| Alberto I di Brandeburgo     |                     | Adela di Brabante       |                         |  |  |       |  |  |                      |  |  |           |  |
|                              | Ordulfo di Sassonia | Bernardo II di Sassonia |                         |  |  |       |  |  |                      |  |  |           |  |
|                              | Ordulfo di Sassonia | Bernardo II di Sassonia |                         |  |  |       |  |  |                      |  |  |           |  |
|                              | Ordulfo di Sassonia | Eilika di Schweinfurt   |                         |  |  |       |  |  |                      |  |  |           |  |
| Magnus di Sassonia           | Ordulfo di Sassonia |                         |                         |  |  |       |  |  |                      |  |  |           |  |
|                              |                     | Wulfhild di Norvegia    | Olaf II di Norvegia     |  |  |       |  |  |                      |  |  |           |  |
|                              |                     | Wulfhild di Norvegia    | Olaf II di Norvegia     |  |  |       |  |  |                      |  |  |           |  |
|                              |                     | Wulfhild di Norvegia    | Astrid Olfosdotter      |  |  |       |  |  |                      |  |  |           |  |
| Eilika di Sassonia           |                     | Wulfhild di Norvegia    |                         |  |  |       |  |  |                      |  |  |           |  |
|                              |                     | Béla I d'Ungheria       | Vazul                   |  |  |       |  |  |                      |  |  |           |  |
|                              |                     | Béla I d'Ungheria       | Vazul                   |  |  |       |  |  |                      |  |  |           |  |
|                              |                     | Béla I d'Ungheria       | …                       |  |  |       |  |  |                      |  |  |           |  |
| Sofia d'Ungheria             |                     | Béla I d'Ungheria       |                         |  |  |       |  |  |                      |  |  |           |  |
|                              |                     | Richeza di Polonia      | Miecislao II di Polonia |  |  |       |  |  |                      |  |  |           |  |
|                              |                     | Richeza di Polonia      | Miecislao II di Polonia |  |  |       |  |  |                      |  |  |           |  |
|                              |                     | Richeza di Polonia      | Richeza di Lotaringia   |  |  |       |  |  |                      |  |  |           |  |
|                              |                     | Richeza di Polonia      |                         |  |  |       |  |  |                      |  |  |           |  |